# Edwards Plateau
Edwards Plateau je plošina a region na západě Texasu, na jihu Spojených států amerických.
Edwards Plateau tvoří nejjižnější část Velkých planin.
Ze západu ji ohraničuje řeka Pecos, ze severu plošina Llano Estacado a z jihu a východu zlomová zóna Balcones Escarpment a pobřežní nížiny Texasu. Na jihovýchodních hranicích plošiny leží texaská města San Antonio a Austin.
Oblast je tvořena především vápencem. Jsou zde závrty, suchá údolí, krasovění vápence je pak příčinou vzniku řady jeskynních systémů a říčních tunelů.

## Krajina
Pramení zde přítoky řek Colorado, Rio Grande a Nueces. Krajinu tvoří savana, suchá údolí, místy se stromy. Charakteristické jsou krátké travinné porosty, sucha a horko způsobují časté požáry. Ze stromů zde rostou především jalovce, duby, naditce a akácie. Nadmořská výška plošiny se pohybuje mezi 900 až 30 m.